# Jean-François Janinet
Pour les articles homonymes, voir Janinet.
Jean-François Janinet ou François Janinet, né en 1752 à Paris où il est mort le 1er novembre 1814, est un graveur et aérostier français.
Actif vers la fin de l'Ancien Régime et pendant la Révolution française, qui eut une approche novatrice de la gravure en couleurs.

## Biographie

### Formation
Le père de Jean-François Janinet était un graveur en pierres fines établi rue Saint-Germain à Paris, et il enseigna probablement à son fils les rudiments du dessin. Le jeune homme fut ensuite élève de Jean-Jacques Bachelier avant d’entrer à l’Académie royale en mars 1772 pour étudier la peinture. Dès 1771, Janinet avait pu fréquenter l’atelier de Louis-Marin Bonnet, dont il poussa plus loin les techniques, pour obtenir un effet semblable à l’aquarelle ou au lavis.

### Carrière sous l’Ancien Régime
| |  |  |
| À gauche : aérostat créé par Jean-François Janinet et Léon Miolan en 1784. Gravure de Jean-François Janinet. À droite : gravure anonyme satirique décrivant l'échec de la tentative d'ascension du 11 juillet 1784 à Paris au jardin du Luxembourg. |  |  |

Les premières gravures de Janinet datent de 1774. Il grave alors d’après les peintres à la mode tels qu'Hubert Robert, Jean Honoré Fragonard ou Jean-Baptiste Greuze. Il se révèle dès cette époque excellent portraitiste, comme en témoigne son portrait de Mlle Bertin, modiste de la reine. Janinet se fait remarquer par les frères Campion et participe à un projet collectif illustrant les monuments de Paris.
Sa carrière artistique ne l’empêche pas de s’intéresser aux sciences, et notamment à l’aérostatique, à laquelle il renonce après l'échec d'une tentative d'ascension le 11 juillet 1784 au jardin du Luxembourg avec l'abbé Miolan dans un ballon de leur fabrication, ballon qu’il se proposait de diriger à l’aide d’une sorte de gouvernail en forme de queue de poisson.
Marié à Marie-Madeleine-Françoise Poumentin, dont il a une fille, Janinet poursuit sa carrière de graveur. Sa technique lui permet notamment de donner des versions très fidèles des gouaches du peintre Nicolas Lavreince, petites scènes de genre typique de l’esprit léger du XVIIIe siècle. Il est également chargé des illustrations de l’hebdomadaire Costumes et annales des grands Théâtres de Paris.

### Sous la Révolution
La Révolution n’affecte pas le succès de Jean-François Janinet qui s’adapte à de nouvelles sources d’inspiration. Il donne des gravures d’actualité, comme Le Départ des Dames de la Halle et des Femmes de Paris pour Versailles, 5 octobre 1789, Les Femmes de Versailles siégeant à l’Assemblée nationale au milieu des députés, le 5 octobre 1789 ou encore une Vue du Champ de Mars au moment de la prestation du serment civique. De janvier 1790 au printemps de l’année suivante, il produit et met en vente un ensemble de 52 gravures sur les événements politiques de la Révolution, qu’il accompagne de description des faits ; ces gravures existent en noir et blanc et en couleur. Il va ensuite travailler assidûment à des gravures d’après Jean-Guillaume Moitte, inspiré par les souvenirs de la République romaine. On lui doit ainsi des œuvres historiques telles que La Mort de Lucrèce, présentée au Salon de 1793, ou allégoriques comme ces deux aquatintes de 1792, L’Égalité et La Liberté.
Ses élèves Charles-Melchior Descourtis, Leveillé et Antoine Carrée, ont repris ses techniques innovantes de gravure en couleurs.

## Œuvres
De nombreuses estampes de Jean-François Janinet sont conservées à Vizille au musée de la Révolution française.

Œuvres de Jean-François Janinet
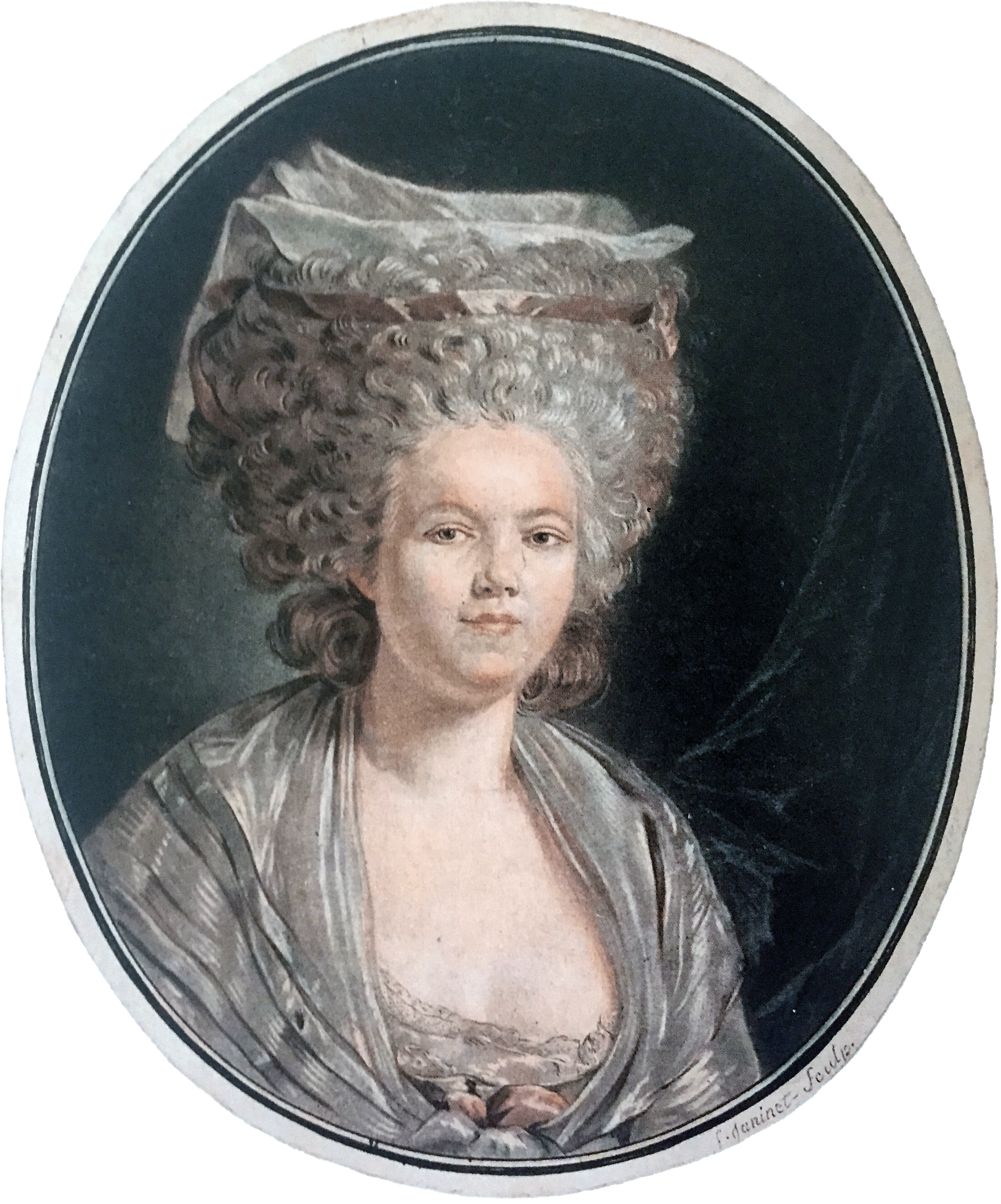
Portrait de Rose Bertin, gravé d’après Louis-Roland Trinquesse.
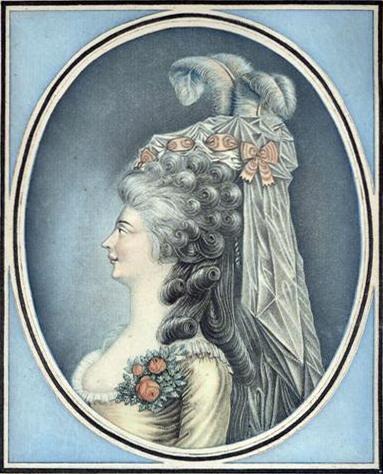
Portrait de l'actrice Louise Contat, dans Costumes et annales des grands Théâtres de Paris.
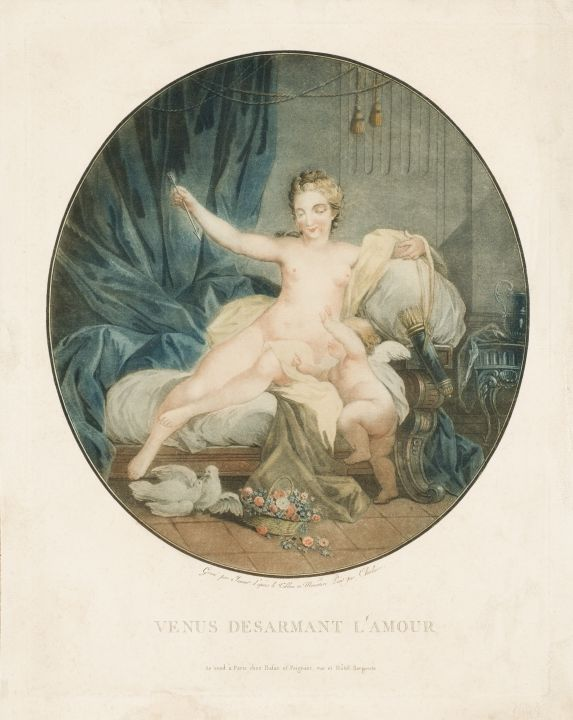
Vénus désarmant l’Amour, vers 1768, d’après Jacques Charlier, aquatinte en couleur, 38,8 × 30,8 cm, Tallinn, musée Mikkel.
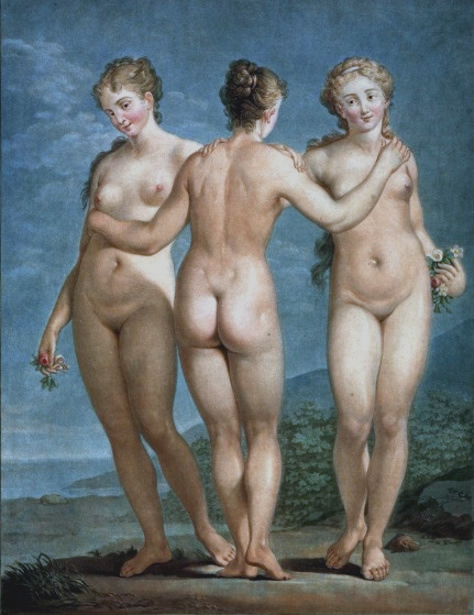
Les Trois Grâces (1800), gravure et aquatinte sur papier, 48,3 × 34,4 cm.
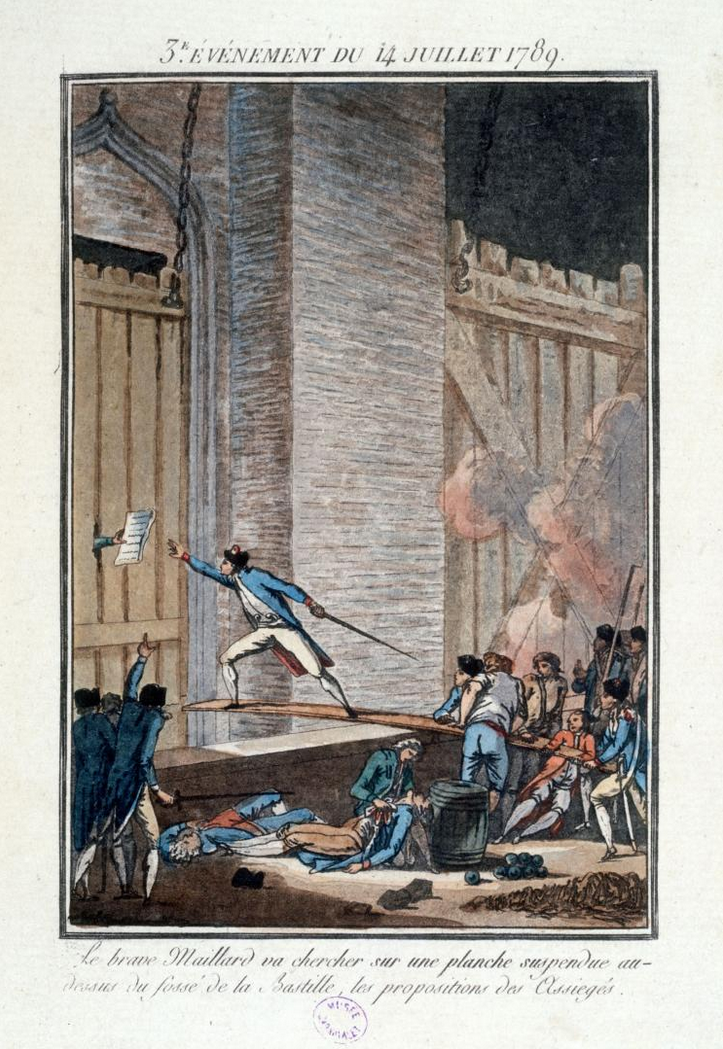
Le brave Maillard va chercher sur une planche suspendue au-dessus du fossé de la Bastille, les propositions des assiégés, 2 janvier 1791.
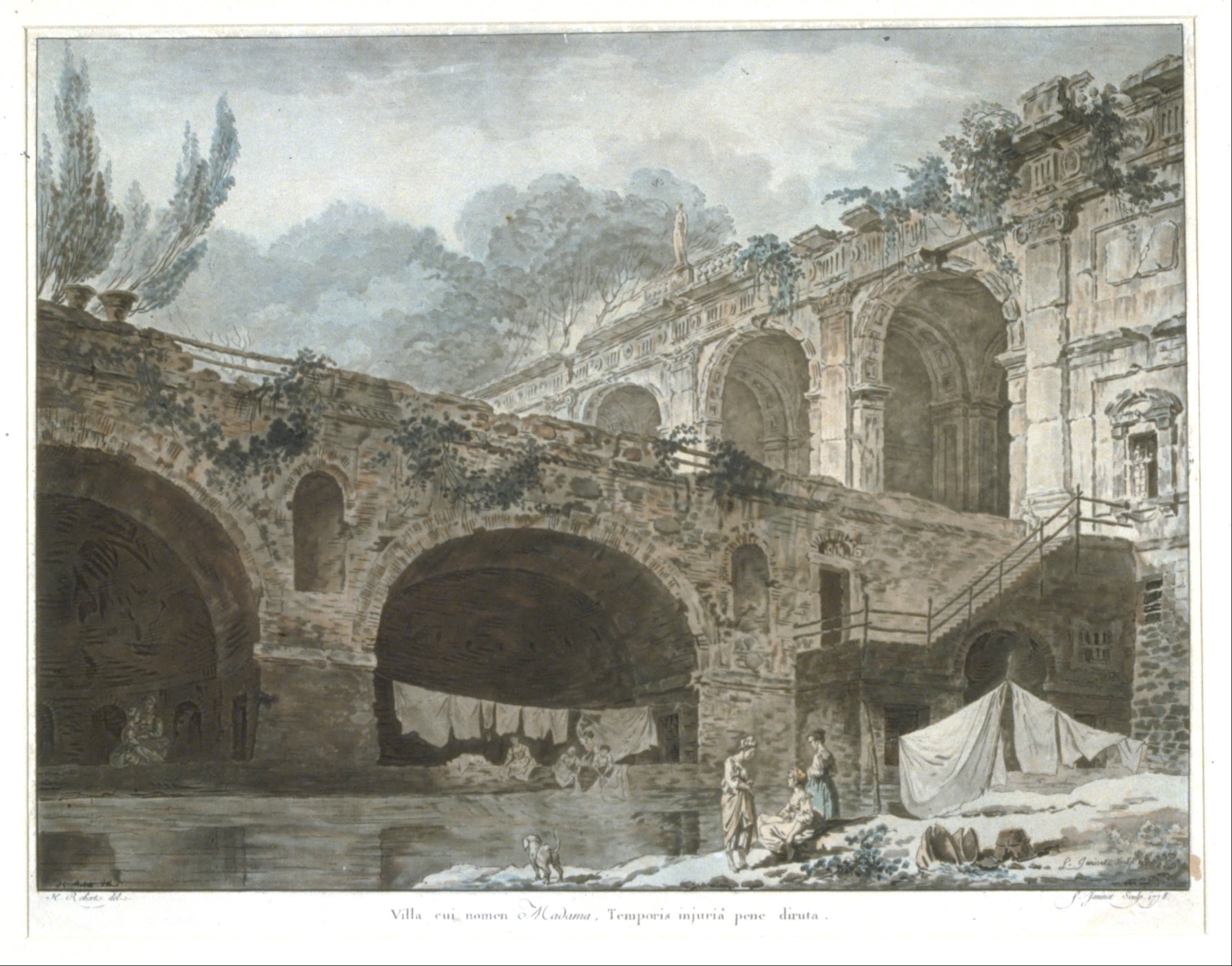
La Villa Madama (1778), aquatinte en couleur, 50,2 × 40,5 cm, University of Michigan Museum of Art (en).
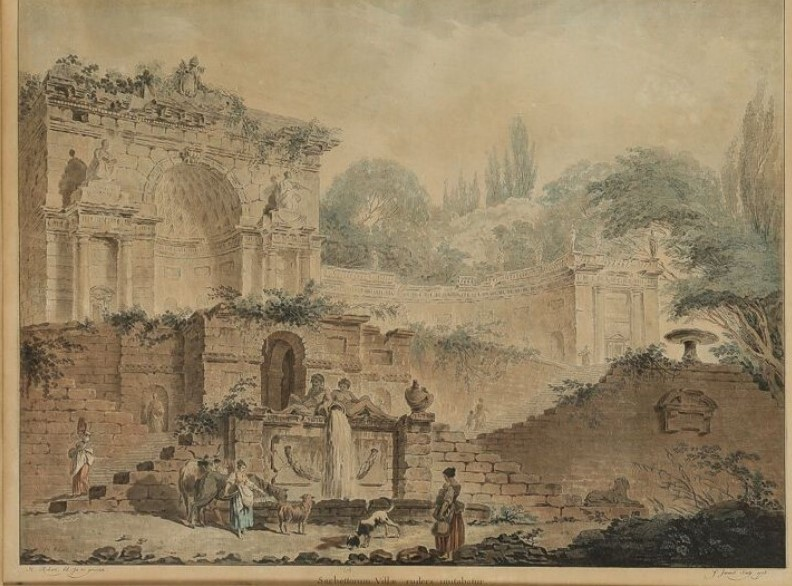
D'après:  Hubert ROBERT, 1733 - 1808, Sachetorum Villae rudera imitabatur / Vue animée de la villa Sachetti en ruines, 1778, Aquatinte sur traits gravés, 38 × 50 cm. Collection privée, Paris